# 溫尼巴
溫尼巴是西非國家加納的沿海城鎮，由中部地區負責管轄，位於首都阿克拉以西56公里和海岸角以東140公里，居民主要從事捕魚業和陶瓷業，2000年人口40,017。

## 外部連結
- Ghana-pedia webpage - Winneba
- MSN Map

05°20′N 00°37′W / 5.333°N 0.617°W